# František Krištofík
František Krištofík (27. března 1920 – 18. září 1993) byl slovenský fotbalista, obránce.

## Fotbalová kariéra
V československé lize hrál za AC Sparta Považská Bystrica. Dal 3 ligové góly. V roce 1942 nastoupil za Slovensko v 1 utkání proti Chorvatsku v Bratislavě.

## Ligová bilance
| Ročník                     | Zápasy | Góly | Klub                        |
| -------------------------- | ------ | ---- | --------------------------- |
| Státní liga 1945/46        | -      | 0    | AC Sparta Považská Bystrica |
| Československá liga CELKEM | -      | 0    |                             |